# Martin Otčenáš
Martin Otčenáš (Poprad, 25 de agosto de 1987) es un deportista eslovaco que compite en biatlón. Ganó una medalla de plata en el Campeonato Europeo de Biatlón de 2016, en el relevo mixto.

## Palmarés internacional
| Campeonato Europeo | Campeonato Europeo | Campeonato Europeo | Campeonato Europeo |
| Año                | Lugar              | Medalla            | Prueba             |
| ------------------ | ------------------ | ------------------ | ------------------ |
| 2016               | Tiumén (Rusia)     | Medalla de plata   | Relevo mixto       |